# 斯塔提乌斯
斯塔提乌斯（英語：Statius，45年—96年）。古罗马著名的诗人之一，出生于那不勒斯，其父即凭借诗歌而闻名于世。他曾创作了大量反映古希腊神话的相关史诗。他现存的拉丁诗歌包括一部由十二本书组成的史诗，“Thebaid”； 偶尔的诗歌，“森林（Silvae）”的合集； 和一部未完成的史诗，“Achilleid”。 他还因在 Dante 的史诗“Divine Comedy”的“Purgatory”部分担任向导而闻名。